# Май Зеттерлінг
Май Зеттерлінг (швед. Mai Zetterling; 24 травня 1925, Вестерос — 17 березня 1994, Лондон) — шведська актриса, сценарист і режисер.
Народилася в місті Вестерос, Швеція, в сім'ї робітників. Починала грати в дитячому театрі. У 17 років стала актрисою Королівського Драматичного театру Швеції (Драматен). Популярність їй принесла роль у фільмі Альфа Шеберґа «Цькування» (1944) за сценарієм Інгмара Бергмана, вона знялася й у наступному фільмі Шеберґа «Ірис і лейтенант» (1946). Іншою важливою акторською роботою Зеттерлінг є головна роль у фільмі «Фріда» (1947), де вона грає німецьку медсестру, що врятувала британського офіцера під час Другої світової війни й у подяку була відвезена ним до Великої Британії. У 1948 Зеттерлінг знялася у фільмі Бергмана «Музика в темряві». 
Кар'єра Зеттерлінг тривала з 1940-х по 1990-і роки. З початку 1960-х вона пробує себе в режисурі, перші роботи — короткометражна «Войнушка» (1962) і документальні фільми на політичні теми. Повнометражним дебютом стають «Любовні пари» 1964 роки (номінація на Золоту пальмову гілку Канського МКФ). Її фільми, зокрема й названі вище, відрізняються яскраво вираженою сексуальністю. Передостання роль Зеттерлінг — роль бабусі в комедійному трилері «Відьми» (1989) по книзі Роальда Даля. У 1990 році знялася в політичному трилері Кена Лоуча «Таємний план». 
Авторка кількох книг для дітей, роману «Нічні забави» (1966), за яким поставила однойменний фільм (номінація на Золотого лева Венеціанського МКФ). Написала автобіографію «All Those Tomorrows» (1985).

## Вибрана фільмографія
- 1944 — Цькування / Hets
- 1946 — Ірис і лейтенант
- 1957 — Правда про жінок
- 1990 — Таємний план
- 1990 — Відьми